# María Lastenia del Pino Rodríguez
María Lastenia de la Concepción del Pino Rodríguez (1900, Santa Cruz de Tenerife - 1916, ibídem) fue una joven española fallecida a los 16 años, conocida por ser la primera inhumada en el Cementerio de Santa Lastenia en Santa Cruz de Tenerife (Islas Canarias), camposanto que toma su nombre.

## Biografía
Poco se sabe de la vida de la joven Lastenia. Se sabe que nació en el año 1900, siendo poco después recluida en la casa de maternidad de Santa Cruz de Tenerife. Cuando tenía tres años, en 1903 fue adoptada por Francisco del Pino Cruz y Josefa Rodríguez.
La joven vivió en la calle del Saludo número 3, en el barrio de El Toscal de la capital tinerfeña. Según el libro cronológico del Cementerio de Santa Lastenia la causa de su fallecimiento se debió a una tuberculosis pulmonar, siendo atendida en el momento de su muerte por el doctor Pisaca.
Por esos tiempos, el Cementerio de San Rafael y San Roque, en ese momento camposanto municipal de Santa Cruz de Tenerife se había quedado pequeño, por lo que en 1909 se compran los terrenos al arquitecto municipal don Antonio Pintor para la construcción de un nuevo cementerio en el actual Distrito Suroeste. Al ser María Lastenia la primera inhumación del recién estrenado cementerio el 27 de enero de 1916, se decide que este lleve el nombre de la fallecida, conociéndose desde entonces como Cementerio de Santa Lastenia.
María Lastenia está enterrada en un panteón de mármol blanco que tiene una cruz abrazada por dos ángeles, y está situada cerca de la entrada del cementerio en el llamado Paseo de Santa Lastenia. Sin embargo, esta no fue su ubicación original, anteriormente sus restos estuvieron en otros dos emplazamientos distintos del camposanto. La actual ubicación data de aproximadamente 1976.
No se conocen en la actualidad familiares directos de María Lastenia aunque su tumba siempre suele tener flores frescas.